# László Bölöni
László Bölöni (tiếng Romania: Ladislau Bölöni; sinh ngày 11 tháng 3 năm 1953) là một huấn luyện viên và cựu cầu thủ bóng đá chuyên nghiệp người România.
Sau khi bắt đầu sự nghiệp tại ASA Târgu Mureș, Bölöni đã trở thành một phần không thể thiếu của đội hình Steaua București vô địch UEFA Champions League năm 1986, trở thành đội bóng Romania duy nhất—và là một trong hai đội bóng Đông Âu đạt được vinh dự này. Ông hai lần giành được giải thưởng Cầu thủ xuất sắc nhất năm của Romania và ra sân 484 trận tại Divizia A, số lần ra sân nhiều thứ tư trong lịch sử giải đấu. Trên đấu trường quốc tế, Bölöni ra sân 102 trận cho đội tuyển quốc gia, giúp ông đứng thứ năm trong danh sách ra sân nhiều trận cho đội tuyển quốc gia và ghi được 23 bàn thắng, cao thứ sáu trong tất cả. Do đó, ông được coi là một trong những cầu thủ bóng đá Romania xuất sắc nhất trong lịch sử.
Sau khi giải nghệ với tư cách là một cầu thủ, ông tiếp tục huấn luyện các câu lạc bộ ở Pháp, Bồ Đào Nha, Bán đảo Ả Rập, Bỉ và Hy Lạp. Bölöni cũng là huấn luyện viên của đội tuyển quốc gia Romania từ năm 2000 đến năm 2001. Xét về số danh hiệu giành được, thời gian thành công nhất của ông là ở Sporting CP và Standard Liège với mỗi đội giành được ba danh hiệu trong nước.

## Sự nghiệp thi đấu

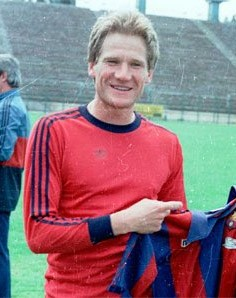
Bölöni trên sân vận động Stadionul Steaua vào năm 1986

Bölöni sinh ra ở Târgu Mureș, Romania, trong một gia đình dân tộc Hungary đến từ Târnăveni. Đội bóng đầu tiên của ông là Chimica Târnăveni, và vào năm 1970, ông chuyển đến ASA Târgu Mureș. Ông ở đó cho đến năm 1984, khi ông gia nhập Steaua București, nơi ông là một phần của đội đã giành chiến thắng trận Chung kết Cúp C1 châu Âu 1986 (nơi ông sút hỏng quả phạt đền trong loạt đá luân lưu) và Siêu cúp châu Âu vào năm sau.
Bölöni ở lại Steaua cho đến năm 1987. Năm 1988, ở tuổi 35, Bölöni rời đất nước để chơi ở Bỉ, tại câu lạc bộ Racing Jet Bruxelles và sau đó ở Pháp tại US Créteil. Ông từ giã sự nghiệp bóng đá vào năm 1992. Vào ngày 25 tháng 3 năm 2008, ông đã được tổng thống Romania, Traian Băsescu tặng huân chương Ordinul "Meritul Sportiv" — (Huân chương "The Sportive Merit") hạng II, vì đã góp phần giành được danh hiệu cúp châu Âu năm 1986.

## Sự nghiệp quốc tế
Bölöni giành huy chương vàng với đội tuyển bóng đá trẻ Romania tại Đại hội Thể thao Sinh viên Thế giới năm 1974 tổ chức tại Pháp, thi đấu cùng với Gheorghe Mulțescu, Dan Păltinișanu, Romulus Chihaia và Paul Cazan.
Thi đấu cho Đội tuyển bóng đá quốc gia România vào năm 1983, Bölöni đã ghi một trong những bàn thắng đáng chú ý nhất của ông, trong chiến thắng 1–0 trước Ý trong trận đấu tại vòng loại Euro 1984, trận đấu cuối cùng đã chứng minh là vô giá đối với quốc gia đủ điều kiện tham dự giải đấu. Ở vòng chung kết ở Pháp, ông đã chơi trong cả ba trận đấu của Romania, và ghi bàn gỡ hòa trong trận hòa 1-1 với Tây Ban Nha tại Stade Geoffroy-Guichard. Tổng cộng, Bölöni đã ra sân 102 trận cho Romania và ghi được 23 bàn thắng—hoặc 108 trận và 25 bàn thắng nếu bao gồm cả vòng loại Thế vận hội.

## Sự nghiệp huấn luyện viên
Là một huấn luyện viên bóng đá, Bölöni bắt đầu với câu lạc bộ AS Nancy, nơi ông là huấn luyện viên trưởng trong vài năm. Ông đã thăng hạng cùng đội bóng ở Ligue 1. Năm 2000, ông được bổ nhiệm làm huấn luyện viên đội tuyển quốc gia, nhưng đến mùa hè năm 2001, ông quyết định rời bỏ công việc này.
Sau đó, ông gia nhập câu lạc bộ của Bồ Đào Nha, Sporting Clube de Portugal, nơi ông đã giành được chức vô địch quốc gia và cúp quốc gia trong năm đầu tiên của mình. Ông bị sa thải vào cuối mùa giải tiếp theo do kết quả tầm thường. Di sản của ông tại Sporting là việc đưa các cầu thủ của đội trẻ như Ricardo Quaresma, Hugo Viana và Cristiano Ronaldo vào đội hình xuất phát của đội 1.
Năm 2003, ông trở lại Pháp với tư cách là huấn luyện viên của Stade Rennais; vào năm 2005, ông đã dẫn dắt đội bóng đến vị trí tốt nhất trong lịch sử (hạng 4 ở Ligue 1), và một suất tham dự UEFA Cup sau đó.
Vào tháng 5 năm 2006, Bölöni ký hợp đồng hai năm với AS Monaco nhưng bị sa thải vào ngày 23 tháng 10 vì không có kết quả (Monaco đứng thứ 19/20 trong giải đấu vào ngày đó).
Vào ngày 9 tháng 6 năm 2008, Standard Liège đã bổ nhiệm Bölöni làm huấn luyện viên mới của họ, khi ông kế nhiệm Michel Preud'homme, người đã dẫn dắt câu lạc bộ đến chức vô địch đầu tiên. Danh hiệu Giải bóng đá vô địch quốc gia Bỉ sau 25 năm (2007–2008). Vào ngày 24 tháng 5 năm 2009, ông giành chức vô địch Giải bóng đá vô địch quốc gia Bỉ trong mùa giải đầu tiên tại Standard (2008–2009) sau khi chơi trận play-off tranh chức vô địch với Anderlecht. Vào ngày 10 tháng 2 năm 2010, Bölöni từ chức huấn luyện viên tại Standard Liege.
Vào ngày 29 tháng 5 năm 2010, có thông báo chính thức rằng Bölöni đã ký hợp đồng với câu lạc bộ Al-Wahda. Vào ngày 2 tháng 9 năm 2010, Al-Wahda sa thải Bölöni, bất chấp chiến thắng 3-1 của đội trước Ittihad Kalba.
Vào ngày 2 tháng 1 năm 2011, ông được bổ nhiệm bởi RC Lens, theo hợp đồng một năm, nhưng ông không thể cứu đội bóng khỏi việc xuống hạng. 
Bölöni ngay lập tức bị sa thải vào tháng 6 và ký hợp đồng hai năm với PAOK vào ngày 8 tháng 6 năm 2011, sau một thời gian đàm phán ngắn.

### PAOK
Nhiệm kỳ của Bölöni tại PAOK bắt đầu với hai chiến thắng trước Vålerenga Fotball ở Vòng sơ loại thứ ba của UEFA Europa League, giúp họ đấu với Karpaty Lviv ở vòng Play-off. PAOK thắng trận lượt đi trên sân nhà và hòa trận lượt về, giành quyền vào vòng bảng. Trong một bảng đấu khó khăn bao gồm Tottenham Hotspur F.C., FC Rubin Kazan và Shamrock Rovers F.C., PAOK của Bölöni đã vượt qua vòng bảng với thành tích bất bại, giành chiến thắng tại White Hart Lane, một kỳ tích đáng chú ý khi không có đội Hy Lạp nào giành chiến thắng trên đất Anh kể từ năm 1999 khi PAOK đánh bại Arsenal tại Highbury. Ở vòng 32 đội, PAOK đối mặt với Udinese Calcio, và mặc dù trận hòa 0–0 ở Ý đã lan truyền sự lạc quan, nhưng một PAOK suy yếu đã bị loại khỏi giải đấu khi trận lượt về trên sân nhà kết thúc với tỷ số thua 0–3. Nhìn chung, sự hiện diện của châu Âu là tích cực mặc dù kết thúc đột ngột, khi PAOK giành được 6 chiến thắng trong số 12 trận, với màn trình diễn ấn tượng và chiến thắng quan trọng trước Tottenham.
Trên sân nhà, PAOK đã có một mùa giải đầy sóng gió khi đội bóng này chỉ cán đích ở vị trí thứ 3 trong mùa giải chính thức, với vị trí thứ 5 là vị trí cuối cùng sau vòng play-off. Trong mùa giải, PAOK đã thắng các trận sân khách trước AEK Athens F.C. và Panathinaikos F.C., đánh dấu sự kết thúc của truyền thống 10 năm không thắng trước các đội bóng đó khi thi đấu xa nhà. Tuy nhiên, phong độ của đội không nhất quán và sự ra đi - do khó khăn tài chính của câu lạc bộ - của hai trong số những cầu thủ quan trọng nhất của đội, Vieirinha và Pablo Contreras không giúp ích được gì. Bölöni đã phải ứng biến để bù đắp cho đội hình thiếu chiều sâu, với nhiều kết quả khác nhau. Mặc dù mùa giải được coi là không thành công, nhưng người hâm mộ không đổ lỗi cho Bölöni, người đã chiếm được cảm tình của họ nhờ tính cách của ông, kết quả của ông trước một số đối thủ lớn và lối chơi của đội khi có phong độ tốt.
Vào ngày 25 tháng 5 năm 2012, PAOK đã sa thải Bölöni sau một năm dẫn dắt đội bóng.

### Huấn luyện tại Trung Đông
Bölöni được câu lạc bộ Al Khor bổ nhiệm làm huấn luyện viên trưởng vào ngày 21 tháng 6 năm 2012. Vào ngày 26 tháng 1 năm 2013, trong trận đấu với Qatar SC, ông đã dính vào một sự cố gây tranh cãi. Ông ném một chai nước vào một cậu bé nhặt bóng phía sau khung thành sau khi cậu bé lấy quả bóng ra ngoài sân. Tuy nhiên, cái chai không trúng cậu bé, tuy nhiên, người quan sát trận đấu, Ali Al-Naimi, đã phát hiện ra nó, người đã chuyển thông tin cho một trợ lý trọng tài, người này cuối cùng đã thông báo cho trọng tài, Fahad Jaber, người đã quyết định đuổi cậu ta khỏi sân. Thay vì đi thẳng đến khán đài, ông chọn ở lại bất hợp pháp trong trạm kiểm soát. Các nhân viên an ninh đã cố gắng đuổi ông đi, nhưng ông đáp trả bằng cách sử dụng ngôn từ thô tục và xô đẩy các nhân viên cảnh sát. Kết quả là, một báo cáo của cảnh sát đã được đệ trình chống lại anh ta. Sau đó, ông bị Hiệp hội bóng đá Qatar phạt 75.000 riyal Qatar và bị cấm chỉ đạo 5 trận.
Vào tháng 8 năm 2013, các phương tiện truyền thông ở Croatia suy đoán rằng Bölöni có thể được bổ nhiệm làm tân huấn luyện viên trưởng của Dinamo Zagreb, sau khi huấn luyện viên trưởng cũ của đội bị sa thải, Krunoslav Jurčić. Bölöni trước đây cũng đã được liên kết với Hajduk Split, đối thủ khốc liệt của Dinamo Zagreb.
Vào ngày 21 tháng 7 năm 2015, câu lạc bộ Al-Ittihad tại Giải Vô địch quốc gia Ả Rập Xê Út thông báo bổ nhiệm Bölöni làm tân huấn luyện viên trưởng của đội bóng.

### Royal Antwerp
Vào ngày 16 tháng 6 năm 2017, Bölöni được công bố là huấn luyện viên mới của câu lạc bộ Royal Antwerp. Trong mùa giải đầu tiên của mình tại câu lạc bộ, đội bóng đã cán đích ở vị trí thứ 8 trong mùa giải thông thường và vị trí thứ 3 trong nhóm đá play-off Europa League để giúp đội trụ hạng thành công.
Trong mùa giải thứ hai của mình, Antwerp đã gây bất ngờ cho nhóm tranh chức vô địch, kết thúc mùa giải thông thường ở vị trí thứ 6 và lần đầu tiên đủ điều kiện tham dự vòng play-off tranh chức vô địch. Antwerp đã giành những chiến thắng quan trọng trước Genk (1–0), Anderlecht (2–1), Gent (2–1), Standard Liège (2–1), cũng như như một trận hòa không bàn thắng với Club Brugge trong nửa đầu trận play-off và leo lên vị trí thứ 3, nhưng những trận thua sau đó trước những đội bóng này đồng nghĩa với việc Antwerp đứng thứ 4, do đó sẽ tham dự vòng loại play-offs cuối cùng của Europa League. Trong trận chung kết, Antwerp đánh bại Charleroi 3–2 sau khi bị dẫn trước 0-2 trong những phút đầu tiên. Như vậy, Antwerp đã giành quyền vào vòng sơ loại thứ ba của UEFA Europa League sau 26 năm vắng bóng ở châu Âu.
Sau khi bất ngờ hạ gục Viktoria Plzeň nhờ luật bàn thắng trên sân khách ở vòng thứ ba, Antwerp đã dừng bước ở vòng bảng khi sau đó bị AZ loại ở vòng play-off. Về mặt nội bộ, Bölöni đã dẫn dắt đội cán đích ở vị trí thứ 4 khác trong giải đấu, cũng như lọt vào trận chung kết Cúp quốc gia Bỉ ở mùa giải 2019–20, lần đầu tiên kể từ năm 1992. bị hoãn lại đến ngày 1 tháng 8 do đại dịch COVID-19 và hợp đồng của Bölöni sau đó hết hạn vào ngày 20 tháng 5, khiến người kế nhiệm của ông Ivan Leko huấn luyện đội bóng cho trận chung kết.

### Gent
Vào ngày 20 tháng 8 năm 2020, K.A.A. Gent đã thông báo bổ nhiệm Bölöni trở thành tân huấn luyện viên trưởng của đội bóng. Vào tháng 9, ông bị sa thải chỉ sau ba trận cầm quân.

### Panathinaikos
Vào ngày 19 tháng 10 năm 2020, Bölöni được công bố là huấn luyện viên trưởng mới cho câu lạc bộ Hy Lạp, Panathinaikos. Ông đã hòa trận đầu tiên với tỷ số 1-1 trước Volos tại Giải bóng đá vô địch quốc gia Hy Lạp. Vào ngày 10 tháng 5 năm 2021, Boloni lần thứ hai trong mùa giải này bị sa thải, lần này là bởi câu lạc bộ sau khi không thể giúp họ giành một suất tham dự vòng loại cúp châu Âu; sau đó ông đuọc thay thế bởi Ivan Jovanović vào ngày 24 tháng 5.
Trong suốt tháng 1 năm 2022, Bölöni đã đàm phán với chủ tịch Liên đoàn bóng đá România, Răzvan Burleanu để trở lại với tư cách là huấn luyện viên của đội tuyển quốc gia Romania, hơn 20 năm sau khi nghỉ việc. Các cuộc đàm phán thất bại dẫn đến việc bổ nhiệm Edward Iordănescu thay thế.

## Đời tư
Khi Bölöni 15 tuổi, cha ông qua đời vì đột quỵ khi xem ông thi đấu từ khán đài. Cái chết của cha mẹ đã ảnh hưởng mạnh mẽ đến ông, nhưng Bölöni đã được mẹ thuyết phục tiếp tục chơi bóng. Bà chuyển từ thành phố quê hương Târnăveni của họ đến Budapest vào một thời điểm nào đó sau này trong đời. Trong thời gian làm việc tại Steaua București, Bölöni cũng đã tuyên bố là nha sĩ trong sáu năm; con gái ông đã tiếp bước ông và học cấy ghép ở Pháp.
Khi được hỏi tại sao ông thích được gọi là người Hungary hơn là người Romania, Bölöni nói: "Đó không phải là vấn đề sở thích, tôi là người Hungary." Ông cũng nói thêm: "Điều đó không ngăn cản tôi sống ở Romania, nơi tôi đã thi đấu, kể cả trong đội tuyển quốc gia. Ngay cả khi tôi thuộc người Hungary thiểu số, tôi đã ghi bàn vào lưới Hungary, tôi đã tập luyện đội tuyển Romania đánh bại Hungary ở vòng sơ loại World Cup. Nhưng tôi đã nhận được nền giáo dục và văn hóa Hungary. Nhờ cha mẹ tôi." Vào năm 2019, sau khi những tiếng hô chống Hungary vang lên từ khán đài trong các trận đấu của đội tuyển quốc gia Romania với Tây Ban Nha và Malta, ông một lần nữa tuyên bố: "Tôi là người Hungary", sau đó hỏi: "Lỗi của chúng tôi là gì?" Trước hành động này, ông đã rất thất vọng với những kẻ thù độc ác.
Vào năm 2021, ông được Nemzeti Sport thuê để phân tích các trận đấu của đội tuyển Hungary tại Giải vô địch bóng đá châu Âu 2020, và trong cùng năm đó đã tiết lộ sự ủng hộ của ông đối với Đội bóng đá Székely Land. Tuy nhiên, sau những cuộc đàm phán thất bại để dẫn dắt đội tuyển quốc gia Romania vào năm 2022, Bölöni bày tỏ sự tiếc nuối vì không thể đại diện cho đất nước của mình một lần nữa.
Bölöni nắm giữ hộ chiếu quốc tịch Romania, Hungary và Pháp.

## Thống kê sự nghiệp

### Câu lạc bộ
| Câu lạc bộ          | Mùa giải            | Giải đấu            | Giải đấu | Giải đấu | Châu lục | Châu lục | Khác | Khác | Tổng cộng | Tổng cộng |
| Câu lạc bộ          | Mùa giải            | Hạng                | Trận     | Bàn      | Trận     | Bàn      | Trận | Bàn  | Trận      | Bàn       |
| ------------------- | ------------------- | ------------------- | -------- | -------- | -------- | -------- | ---- | ---- | --------- | --------- |
| ASA Târgu Mureș     | 1970–71             | Divizia B           | 19       | 2        | 0        | 0        | 0    | 0    | 19        | 2         |
| ASA Târgu Mureș     | 1971–72             | Divizia A           | 27       | 1        | 0        | 0        | 0    | 0    | 27        | 1         |
| ASA Târgu Mureș     | 1972–73             | Divizia A           | 26       | 0        | 0        | 0        | 0    | 0    | 26        | 0         |
| ASA Târgu Mureș     | 1973–74             | Divizia A           | 31       | 3        | 0        | 0        | 0    | 0    | 31        | 3         |
| ASA Târgu Mureș     | 1974–75             | Divizia A           | 24       | 1        | 0        | 0        | 0    | 0    | 24        | 1         |
| ASA Târgu Mureș     | 1975–76             | Divizia A           | 33       | 4        | 2        | 0        | 0    | 0    | 35        | 4         |
| ASA Târgu Mureș     | 1976–77             | Divizia A           | 33       | 11       | 2        | 0        | 0    | 0    | 35        | 11        |
| ASA Târgu Mureș     | 1977–78             | Divizia A           | 31       | 3        | 2        | 0        | 0    | 0    | 33        | 3         |
| ASA Târgu Mureș     | 1978–79             | Divizia A           | 32       | 3        | 0        | 0        | 0    | 0    | 32        | 3         |
| ASA Târgu Mureș     | 1979–80             | Divizia A           | 26       | 6        | 0        | 0        | 0    | 0    | 26        | 6         |
| ASA Târgu Mureș     | 1980–81             | Divizia A           | 31       | 6        | 0        | 0        | 0    | 0    | 31        | 6         |
| ASA Târgu Mureș     | 1981–82             | Divizia A           | 31       | 10       | 0        | 0        | 0    | 0    | 31        | 10        |
| ASA Târgu Mureș     | 1982–83             | Divizia A           | 32       | 7        | 0        | 0        | 0    | 0    | 32        | 7         |
| ASA Târgu Mureș     | 1983–84             | Divizia A           | 30       | 7        | 0        | 0        | 0    | 0    | 30        | 7         |
| ASA Târgu Mureș     | Tổng cộng           | Tổng cộng           | 406      | 64       | 6        | 0        | 0    | 0    | 412       | 64        |
| Steaua București    | 1984–85             | Divizia A           | 24       | 3        | 1        | 0        | 0    | 0    | 25        | 3         |
| Steaua București    | 1985–86             | Divizia A           | 31       | 9        | 9        | 1        | 0    | 0    | 40        | 10        |
| Steaua București    | 1986–87             | Divizia A           | 28       | 10       | 1        | 1        | 1    | 0    | 30        | 10        |
| Steaua București    | 1987–88             | Divizia A           | 14       | 2        | 4        | 1        | 0    | 0    | 18        | 3         |
| Steaua București    | Tổng cộng           | Tổng cộng           | 97       | 24       | 15       | 3        | 1    | 0    | 113       | 27        |
| Racing Jet Brussels | 1987–88             | Belgian Pro League  | 16       | 0        | 0        | 0        | 0    | 0    | 16        | 0         |
| Créteil             | 1988–89             | Ligue 2             | 11       | 2        | 0        | 0        | 0    | 0    | 11        | 2         |
| Orléans             | 1989–90             | Ligue 2             | 32       | 4        | 0        | 0        | 0    | 0    | 32        | 4         |
| Orléans             | 1990–91             | Ligue 2             | 27       | 0        | 0        | 0        | 0    | 0    | 27        | 0         |
| Orléans             | 1991–92             | Ligue 2             | 18       | 0        | 0        | 0        | 0    | 0    | 18        | 0         |
| Orléans             | Tổng cộng           | Tổng cộng           | 77       | 4        | 0        | 0        | 0    | 0    | 77        | 4         |
| Tổng cộng sự nghiệp | Tổng cộng sự nghiệp | Tổng cộng sự nghiệp | 607      | 94       | 21       | 3        | 1    | 0    | 628       | 97        |

1. ↑  Two appearances in 1975–76 UEFA Cup
2. ↑  Two appearances in 1976–77 UEFA Cup
3. ↑  Two appearances in 1977–78 UEFA Cup
4. ↑  One appearance in the 1984–85 European Cup Winners' Cup
5. ↑  Nine appearances and one goal in the 1985–86 European Cup
6. ↑  One appearance and one goal in the 1986–87 European Cup
7. ↑  One appearance in 1986 European Super Cup
8. ↑  Four appearances and one goal in the 1987–88 European Cup

## Bàn thắng quốc tế

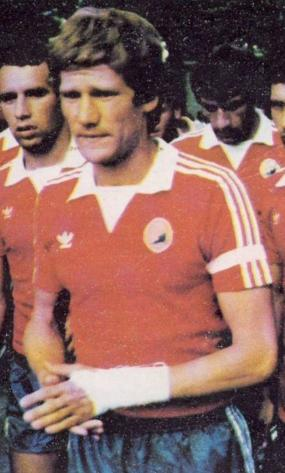
Bölöni thi đấu cho România vào năm 1984

Tỷ số và kết quả liệt kê bàn thắng đầu tiên của România, cột điểm cho biết điểm số sau mỗi bàn thắng của Bölöni.
| #  | Thời gian            | Địa điểm                                            | Đối thủ     | Ghi bàn | Kết quả | Giải đấu                                     |
| -- | -------------------- | --------------------------------------------------- | ----------- | ------- | ------- | -------------------------------------------- |
| 1  | 2 tháng 7 năm 1976   | Sân vận động Azadi, Tehran, Iran                    | Iran        | 1–1     | 2–2     | Giao hữu                                     |
| 2  | 29 tháng 11 năm 1976 | Stadionul Naţional (1953), Bucharest, România       | Bulgaria    | 2–1     | 3–2     | Cúp Balkan                                   |
| 3  | 21 tháng 9 năm 1977  | Stadionul Steaua (1974), Bucharest, România         | Hy Lạp      | 2–0     | 6–1     | Giao hữu                                     |
| 4  | 21 tháng 9 năm 1977  | Stadionul Steaua (1974), Bucharest, România         | Hy Lạp      | 4–1     | 6–1     | Giao hữu                                     |
| 5  | 15 tháng 11 năm 1977 | Stadionul Steaua (1974), Bucharest, România         | Nam Tư      | 3–2     | 4–6     | Vòng loại Giải vô địch bóng đá thế giới 1978 |
| 6  | 16 tháng 2 năm 1980  | Sân vận động Diego Armando Maradona, Napoli, Ý      | Ý           | 1–0     | 1–2     | Giao hữu                                     |
| 7  | 14 tháng 4 năm 1982  | Sân vận động Lokomotiv, Rousse, Bulgaria            | Bulgaria    | 2–1     | 2–1     | Giao hữu                                     |
| 8  | 1 tháng 5 năm 1982   | Sân vận động Michael Klein, Hunedoara, România      | Síp         | 3–1     | 3–1     | Vòng loại Giải vô địch bóng đá châu Âu 1984  |
| 9  | 15 tháng 8 năm 1982  | Sân vận động Areni, Suceava, România                | Nhật Bản    | 3–0     | 4–0     | Giao hữu                                     |
| 10 | 18 tháng 8 năm 1982  | Stadionul Naţional (1953), Bucharest, România       | Nhật Bản    | 1–1     | 3–1     | Giao hữu                                     |
| 11 | 2 tháng 2 năm 1983   | Sân vận động Alcazar, Larissa, Hy Lạp               | Hy Lạp      | 1–0     | 3–1     | Giao hữu                                     |
| 12 | 9 tháng 3 năm 1983   | Stadionul Steaua (1974), Bucharest, România         | Thổ Nhĩ Kỳ  | 3–1     | 3–1     | Giao hữu                                     |
| 13 | 16 tháng 4 năm 1983  | Stadionul Naţional (1953), Bucharest, România       | Ý           | 1–0     | 1–0     | Vòng loại Giải vô địch bóng đá châu Âu 1984  |
| 14 | 12 tháng 11 năm 1983 | Sân vận động Tsirio, Limassol, Cộng hòa Síp         | Síp         | 1–0     | 1–0     | Vòng loại Giải vô địch bóng đá châu Âu 1984  |
| 15 | 22 tháng 1 năm 1984  | Estadio Modelo, Guayaquil, Ecuador                  | Ecuador     | 1–0     | 3–1     | Giao hữu                                     |
| 16 | 14 tháng 6 năm 1984  | Sân vận động Geoffroy-Guichard, Saint-Étienne, Pháp | Tây Ban Nha | 1–1     | 1–1     | Giải vô địch bóng đá châu Âu 1984            |
| 17 | 8 tháng 10 năm 1986  | Sân vận động Ramat Gan, Israel                      | Israel      | 2–1     | 4–2     | Giao hữu                                     |
| 18 | 4 tháng 3 năm 1987   | Sân vận động Ankara 19 Mayıs, Ankara, Thổ Nhĩ Kỳ    | Thổ Nhĩ Kỳ  | 2–1     | 3–1     | Giao hữu                                     |
| 19 | 25 tháng 3 năm 1987  | Stadionul Naţional (1953), Bucharest, România       | Albania     | 2–1     | 5–1     | Vòng loại Giải vô địch bóng đá châu Âu 1988  |
| 20 | 2 tháng 9 năm 1987   | Stadion Zawiszy, Bydgoszcz, Ba Lan                  | Ba Lan      | 1–3     | 1–3     | Giao hữu                                     |
| 21 | 7 tháng 10 năm 1987  | Stadionul Steaua (1974), Bucharest, România         | Hy Lạp      | 2–2     | 2–2     | Giao hữu                                     |
| 22 | 3 tháng 2 năm 1988   | Sân vận động Thành phố Haifa, Haifa, Israel         | Israel      | 1–0     | 2–0     | Giao hữu                                     |
| 23 | 30 tháng 3 năm 1988  | Kurt-Wabbel Stadion, Halle, Đức                     | Đông Đức    | 1–1     | 3–3     | Giao hữu                                     |

## Thống kê sự nghiệp huấn luyện viên
Tính đến 2 tháng 6 năm 2024
| Nancy-Lorraine | Tháng 7 năm 1994     | Tháng 6 năm 2000     | 251 | 92  | 81  | 78  | 036,65 |
| Romania        | Tháng 7 năm 2000     | Tháng 6 năm 2001     | 10  | 6   | 1   | 3   | 060,00 |
| Sporting CP    | Tháng 7 năm 2001     | Tháng 6 năm 2003     | 89  | 52  | 21  | 16  | 058,43 |
| Rennes         | Tháng 7 năm 2003     | Tháng 6 năm 2006     | 135 | 55  | 29  | 51  | 040,74 |
| Monaco         | Tháng 7 năm 2006     | Tháng 10 năm 2006    | 11  | 2   | 2   | 7   | 018,18 |
| Al-Jazeera     | Tháng 6 năm 2007     | Tháng 6 năm 2008     | 29  | 16  | 7   | 6   | 055,17 |
| Standard Liège | 9 tháng 6 năm 2008   | 10 tháng 2 năm 2010  | 82  | 42  | 20  | 20  | 051,22 |
| Al-Wahda       | 29 tháng 5 năm 2010  | 2 tháng 9 năm 2010   | 1   | 1   | 0   | 0   | 100,00 |
| Lens           | 1 tháng 1 năm 2011   | 26 tháng 5 năm 2011  | 21  | 4   | 7   | 10  | 019,05 |
| PAOK           | 8 tháng 6 năm 2011   | 25 tháng 5 năm 2012  | 51  | 24  | 14  | 13  | 047,06 |
| Al Khor        | 1 tháng 7 năm 2012   | 30 tháng 6 năm 2015  | 74  | 19  | 32  | 23  | 025,68 |
| Al Ittihad     | 1 tháng 7 năm 2015   | 17 tháng 11 năm 2015 | 9   | 6   | 1   | 2   | 066,67 |
| Antwerp        | 16 tháng 6 năm 2017  | 15 tháng 5 năm 2020  | 118 | 51  | 33  | 34  | 043,22 |
| Gent           | 20 tháng 8 năm 2020  | 14 tháng 9 năm 2020  | 3   | 1   | 0   | 2   | 033,33 |
| Panathinaikos  | 19 tháng 10 năm 2020 | 10 tháng 5 năm 2021  | 30  | 14  | 6   | 10  | 046,67 |
| Metz           | 1 tháng 6 năm 2022   |                      | 77  | 29  | 19  | 29  | 037,66 |
| Tổng cộng      | Tổng cộng            | Tổng cộng            | 993 | 414 | 275 | 304 | 041,69 |

## Danh hiệu

### Cầu thủ
Steaua București
- Divizia A: 1984–85, 1985–86, 1986–87
- Cúp România: 1984–85, 1986–87
- UEFA Champions League: 1985–86
- Siêu cúp bóng đá châu Âu: 1986
- Á quân Cúp bóng đá liên lục địa: 1986

Cá nhân
- Romanian Footballer of the Year: 1977, 1983[33]

### Huấn luyện viên
Nancy-Lorraine
- Ligue 2: 1997–98

Sporting CP
- Giải bóng đá Ngoại hạng Bồ Đào Nha: 2001–02
- Cúp quốc gia Bồ Đào Nha: 2001–02
- Siêu cúp Bồ Đào Nha: 2002

Al-Jazira
- Gulf Club Champions Cup: 2007

Standard Liège
- Giải bóng đá vô địch quốc gia Bỉ: 2008–09
- Siêu cúp bóng đá Bỉ: 2008, 2009

Cá nhân
- Belgian Manager of the Year: 2009[35]